# Total Mortgage Arena
Le Total Mortgage Arena (anciennement connu sous le nom de Arena at Harbor Yard et Webster Bank Arena) est une salle polyvalente de Bridgeport dans l'État du Connecticut aux États-Unis.

## Clubs résidents
L'équipe de hockey sur glace des Islanders de Bridgeport qui évolue en LAH joue dans cette salle depuis 2001, de même que les Stags de Fairfield (en), équipe de basket-ball qui évolue dans la MAAC.
Une autre équipe de hockey sur glace joue ses matches à la Webster Bank Arena depuis 2010 : les Sacred Heart Pioneers (en) qui évoluent en Division I dans la NCAA.
Depuis 2013, les Huskies du Connecticut sont également résidents de cette salle. Ce club omnisports universitaire de l'Université du Connecticut aligne des équipes de basket-ball et de hockey sur glace en NCAA.